# Mark A. Gabriel
Mark A. Gabriel (Egypte, 30 december 1957) is een Egyptische schrijver over islamitische zaken die in de Verenigde Staten met een asielstatus op godsdienstige gronden woont. Hij is de schrijver van een aantal kritische boeken over de islam, waaronder Islam and the Jews: The Unfinished Battle en Journey into the Mind of an Islamic Terrorist.

## Levensloop
In het boek, Against the Tides in the Middle East: The true story of Mustafa, former teacher of Islamic history (1997), vertelt Gabriel (schrijvend onder de schuilnaam "Mustafa") over zijn leven sinds zijn geboorte op 30 december 1957. Overigens is dit boek niet door Gabriel zelf geschreven, maar door een Zuid-Afrikaan n.a.v. vertellingen van Gabriel. Gabriels ouders waren moslims en woonden in het gebied van Opper-Egypte dat bekendstaat als Al Saeed. Zijn ouders, welgestelde eigenaars van een kledingfabriek, zijn zuster en zijn zes broers waren allemaal toegewijde moslims. Hij kreeg borstvoeding van een christelijke vrouw. Om te voorkomen dat hij christen zou worden, gaf zijn familie hem een diepgaande islamitische opvoeding.
Gabriel groeide op in een door en door islamitische cultuur en werd op 6-jarige leeftijd naar de Al Azhar school gestuurd. Toen hij 12 jaar oud was, kon hij de hele Koran uit zijn hoofd opzeggen (p. 9). In 1984 haalde hij zijn graad van Bachelor aan de Al-Azhar universiteit en in 1988 zijn mastergraad over de interpretatie van de Koran en de Hadith en de syntaxis en de morfologie van de Arabische taal. In 1990 promoveerde hij. De titel van zijn proefschrift was The Foreign Policy of Al-Walid ibn Abd-al-Malik, the Caliphate of the Ummawiyya State. In 1990 werd hem een positie als lector aangeboden aan de Al-Azhar universiteit.
Tijdens zijn studie werd Gabriel teleurgesteld in de islam. Hij vond de islamitische geschiedenis 'vanaf het begin tot nu toe gevuld met geweld en bloedvergieten zonder enig waardevolle ideologie of gevoel'. Hij vroeg zichzelf af "wat voor godsdienst zo'n vernietiging van menselijk leven kon goedkeuren?" Daarop begon hij in te zien dat moslims en hun leiders bedrijvers van geweld waren (p. 20-21). Gabriels ontdekking tijdens een reis naar Iran, dat een Perzische Koran 115 hoofdstukken bevatte in plaats van 114, betekende vrijwel het einde van zijn geloof in de islam.
Toen de autoriteiten van de Al Azhar universiteit hierachter kwamen, ontsloegen zij hem van de universiteit op 17 december 1991 en werd hem zijn aanstelling als imam in de Moskee van Amas Ebn Malek in de stad Giza ontnomen.
De Egyptische geheime dienst arresteerde Gabriel en stopte hem in een cel zonder eten en drinken gedurende drie dagen. Hierna werd hij vier dagen gemarteld en ondervraagd, voordat hij werd overgeplaatst naar de Calipha gevangenis in Caïro. Een week later werd hij vrijgelaten.
Door deze gebeurtenissen verloor Gabriel definitief zijn geloof in de islam en ging hij werken als verkoop-directeur in de fabriek van zijn vader. Na het lezen van de Bijbel en gesprekken met een christin gaf hij zijn "hart aan Jezus" (p. 54).
Op 4 augustus 1994 werd Gabriel door zijn vader naar Zuid-Afrika gezonden om contacten te leggen voor de kledingfabriek. In Durban ontmoette hij een christelijk gezin uit India waar hij drie dagen logeerde en voor het eerst een christelijk leven ervaarde, voordat hij terugkeerde naar Caïro. 10 dagen droeg Gabriel een christelijk kruisje om zijn nek, voordat zijn vader het opmerkte en een verklaring eiste. Gabriel verklaarde: "Ik heb Jezus Christus als mijn God en Heiland aanvaard, en ik bid dat u en de rest van de familie Jezus Christus ook als Redder zullen erkennen" (p. 60).
Gabriels vader riep zijn andere zonen: "Jullie broer is een afvallige en ik moet hem vandaag doden". Gabriel vluchtte naar het huis van zijn zuster en vluchtte op 28 augustus 1994 uit Egypte. Via Libië, Tsjaad en Kameroen kwam hij in Congo, waar hij malaria kreeg. Na een wonderbaarlijk herstel verliet Gabriel het ziekenhuis na 5 dagen "om mensen overal te vertellen wat Jezus voor hem in Afrika gedaan heeft" (p. 75).

### Huidige situatie
Momenteel heeft "Mustafa" de naam Mark A. Gabriel aangenomen. Hij heeft nog meer diploma's gehaald, namelijk een doctoraat in christelijke opvoeding en een master in wereldgodsdiensten op de Florida Christian University in Orlando.
Hij beschrijft zichzelf als de oprichter en president van Hope for the Nations, een "zendingsorganisatie speciaal toegewijd aan het brengen van het goede nieuws aan de hele wereld, inclusief moslims en joden" (Gabriel, 2003, p. 220). Gabriel bidt "dat de hele wereld, inclusief moslims en joden, Jezus Christus zal leren kennen" (ibid., p. 187).
Gabriels website, wordt beheerd door Bradlee Sargent, een Amerikaanse computerprogrammeur die "het belang van evangelisatie onder moslims zag in 1983, toen hij in Saoedi-Arabië leefde" ().
Sargent is lid van de Arabische Evangelische kerk, die wordt geleid door de Syrische christen Peter Shadid, met als doel om moslims van Centraal Florida te leiden "van de leer van Mohammed naar het christendom". Gabriel staat te boek als de eigenaar van de nieuwe website, gevestigd op 24 juli 2006 (zie).
De boeken van Gabriel worden gepromoot door Stephen Strangs Strang Communications. Strang gelooft dat "Jezus ons aan het klaarmaken is voor zijn terugkomst" ().

## Werken
- Islam and Terrorism: What the Qur'an really teaches about Christianity, violence and the goals of the Islamic jihad. 2002, ISBN 0-88419-884-7
- Islam and the Jews: The Unfinished Battle. 2003, ISBN 0-88419-956-8
- Jesus and Muhammad: Profound Differences and Surprising Similarities. 2004, ISBN 1-59185-291-9
- Journey into the Mind of an Islamic Terrorist. 2006, ISBN 1-59185-713-9
- Culture Clash. 2007, ISBN 1-59979-212-5
- Coffee with the Prophet. 2008, ISBN 0-61520-728-6